# Tricostularia guillauminii
Tricostularia guillauminii là loài thực vật có hoa trong họ Cói. Loài này được (Kük.) J.Raynal miêu tả khoa học đầu tiên năm 1974.